# President del Congrés dels Diputats
El President del Congrés dels Diputats és el diputat o diputada encarregat d'exercir la presidència del Congrés dels Diputats, la Cambra Baixa de les Corts Generals d'Espanya. La presidència es vota en la sessió constitutiva d'entre els seus membres, amb el vot favorable de la majoria absoluta dels seus membres, o amb majoria simple en una segona votació. És el tercer càrrec en importància d'Espanya segons la Constitució espanyola de 1978.2019
El President representa la cambra, convoca i presideix les sessions del Ple, fixa l'ordre del dia segons la Junta de Portaveus, vigila que els treballs funcionen correctament, dirigeix els debats, ordena els pagaments i s'encarrega del compliment dels reglaments interpretant-los en cas de dubte.

## Llista de Presidents/es del Congrés
| #  | Legislatura | President/a                 | President/a                 | Inici de mandat        | Fi de mandat           | Partit polític                         | Partit polític                                  |
| -- | ----------- | --------------------------- | --------------------------- | ---------------------- | ---------------------- | -------------------------------------- | ----------------------------------------------- |
| 1  | Constituent | Fernando Álvarez de Miranda | Fernando Álvarez de Miranda | 13 de juliol de 1977   | 22 de març de 1979     |                                        | Unió de Centre Democràtic                       |
| 1  | Constituent | Fernando Álvarez de Miranda | Fernando Álvarez de Miranda | 1 any, 252 dies        |                        |                                        | Unió de Centre Democràtic                       |
| 2  | I           | Landelino Lavilla           | Landelino Lavilla Alsina    | 23 de març de 1979     | 17 de novembre de 1982 |                                        | Unió de Centre Democràtic                       |
| 2  | I           | Landelino Lavilla           | Landelino Lavilla Alsina    | 3 anys, 240 dies       |                        |                                        | Unió de Centre Democràtic                       |
| 3  | II          | Gregorio Peces-Barbal       | Gregorio Peces-Barba        | 18 de novembre de 1982 | 14 de juliol de 1986   |                                        | Partit Socialista Obrer Espanyol                |
| 3  | II          | Gregorio Peces-Barbal       | Gregorio Peces-Barba        | 3 anys, 238 dies       |                        |                                        | Partit Socialista Obrer Espanyol                |
| 4  | III         | Gregorio Peces-Barba        | Félix Pons Irazazábal       | 15 de juliol de 1986   | 20 de novembre de 1989 | Partit Socialista de les Illes Balears |                                                 |
| 4  | IV          | Gregorio Peces-Barba        | Félix Pons Irazazábal       | 20 de novembre de 1989 | 28 de juny de 1993     | Partit Socialista de les Illes Balears |                                                 |
| 4  | V           | Gregorio Peces-Barba        | Félix Pons Irazazábal       | 29 de juny de 1993     | 26 de març de 1996     | Partit Socialista de les Illes Balears |                                                 |
| 4  | V           | Gregorio Peces-Barba        | Félix Pons Irazazábal       | 9 anys, 255 dies       |                        | Partit Socialista de les Illes Balears |                                                 |
| 5  | VI          | Federico Trillo             | Federico Trillo-Figueroa    | 27 de març de 1996     | 4 d'abril de 2000      |                                        | Partit Popular                                  |
| 5  | VI          | Federico Trillo             | Federico Trillo-Figueroa    | 4 anys, 8 dies         |                        |                                        | Partit Popular                                  |
| 6  | VII         | Luisa Fernanda Rudi         | Luisa Fernanda Rudi Ubeda   | 5 d'abril de 2000      | 1 d'abril de 2004      |                                        | Partit Popular                                  |
| 6  | VII         | Luisa Fernanda Rudi         | Luisa Fernanda Rudi Ubeda   | 3 anys, 362 dies       |                        |                                        | Partit Popular                                  |
| 7  | VIII        | Manuel Marín                | Manuel Marín González       | 2 d'abril de 2004      | 31 de març de 2008     |                                        | Partit Socialista Obrer Espanyol                |
| 7  | VIII        | Manuel Marín                | Manuel Marín González       | 3 anys, 364 dies       |                        |                                        | Partit Socialista Obrer Espanyol                |
| 8  | IX          | José Bono                   | José Bono Martínez          | 1 d'abril de 2008      | 13 de desembre de 2011 |                                        | Partit Socialista Obrer Espanyol                |
| 8  | IX          | José Bono                   | José Bono Martínez          | 3 anys, 256 dies       |                        |                                        | Partit Socialista Obrer Espanyol                |
| 9  | X           | Jesús María Posada          | Jesús María Posada Moreno   | 13 de desembre de 2011 | 12 de gener de 2016    |                                        | Partit Popular                                  |
| 9  | X           | Jesús María Posada          | Jesús María Posada Moreno   | 4 anys, 30 dies        |                        |                                        | Partit Popular                                  |
| 10 | XI          | Patxi López                 | Patxi López Álvarez         | 13 de gener de 2016    | 18 de juliol de 2016   |                                        | Partit Socialista d'Euskadi - Euskadiko Ezkerra |
| 10 | XI          | Patxi López                 | Patxi López Álvarez         | 0 anys, 187 dies       |                        |                                        | Partit Socialista d'Euskadi - Euskadiko Ezkerra |
| 11 | XII         | Ana Pastor                  | Ana Pastor Julián           | 19 de juliol de 2016   | 20 de maig de 2019     |                                        | Partit Popular                                  |
| 11 | XII         | Ana Pastor                  | Ana Pastor Julián           | 2 anys, 305 dies       |                        |                                        | Partit Popular                                  |
| 12 | XIII        | Meritxell Batet             | Meritxell Batet i Lamaña    | 21 de maig de 2019     | 2 de desembre de 2019  |                                        | Partit dels Socialistes de Catalunya            |
| 12 | XIV         | Meritxell Batet             | Meritxell Batet i Lamaña    | 3 de desembre de 2019  | 16 d'agost de 2023     |                                        | Partit dels Socialistes de Catalunya            |
| 12 | XIV         | Meritxell Batet             | Meritxell Batet i Lamaña    | 4 anys, 87 dies        |                        |                                        | Partit dels Socialistes de Catalunya            |
| 13 | XV          | Francina Armengol           | Francina Armengol Socías    | 17 d'agost de 2023     | En el càrrec           |                                        | Partit Socialista de les Illes Balears          |
| 13 | XV          | Francina Armengol           | Francina Armengol Socías    | 1 any, 212 dies        |                        |                                        | Partit Socialista de les Illes Balears          |